# Trougoumbé
Trougoumbé, o anche Troungoumbé, è un comune urbano del Mali facente parte del circondario di Nioro du Sahel, nella regione di Kayes.